# Рудник Лянгар
Рудник Лянгар – колишній гірничодобувний майданчик в центральному Узбекистані, у західній частині хребта Актау (гори Нуратау).
Молібденовий рудопрояв Лянгар виявили ще в 1928 році, а у 1934-му на ньому встановили вольфрамове зруднення, яке й стало метою подальшої розробки. За одними даними, початок експлуатації родовища припав на 1937 рік, втім, більше вказівок на те, що активна розробка стартувала лише в 1941-му. 
Роботи велись підземним способом. З 1944-го видобута руда проходила подальшу підготовку на розташованій тут же збагачувальній фабриці.
Рудник зупинили в 1959-му через майже повне відпрацювання запасів та ускладнення гірничотехнічних умов на глибоких горизонтах (можливо відзначити, що на той час в горах Нуратау діяли ще два вольфрамові рудники – Койташ та Інгічке).
Для використання наявної інфраструктури на початку 1960-х ввели в дію Лянгарську помольно-збагачувальну фабрику, що продукувала кварц-польовошпатні концентрати із гранітів Карич-Сайського родовища.